# Santiago Rodríguez (calciatore 1997)
Santiago Alejandro Rodríguez (Arizona, 23 agosto 1997) è un calciatore argentino, attaccante dell'Argentinos Juniors.

## Caratteristiche tecniche
È un centravanti.

## Carriera
Rodríguez è cresciuto nello Estudiantes (SL), dove ha debuttato il 6 maggio 2015 nell'incontro di Primera B Nacional pareggiato 2-2 contro il Central Córdoba (SdE). Il 1º novembre seguente ha segnato il suo primo gol nell'incontro perso 3-1 contro l'Instituto (C). A partire dal 2018, con la retrocessione del club nel Torneo Federal A, ha iniziato a giocare con continuità conquistandosi un posto nell'undici titolare. Il 30 settembre 2020 è passato in prestito all'Almagro fino a dicembre 2021. Il 3 gennaio 2022, con la stessa formula, è passato all'Instituto (C).
Alla sua prima stagione con il club biancorosso ha contribuito con 8 gol in 39 partite alla promozione in Primera División a 17 anni di distanza dall'ultima partecipazione ed è stato acquistato a titolo definitivo.

## Statistiche

### Presenze e reti nei club
Statistiche aggiornate al 26 giugno 2024.
| Stagione        | Squadra          | Campionato      | Campionato | Campionato | Coppe nazionali | Coppe nazionali | Coppe nazionali | Coppe continentali | Coppe continentali | Coppe continentali | Altre coppe | Altre coppe | Altre coppe | Totale | Totale | Totale |
| Stagione        | Squadra          | Comp            | Pres       | Reti       | Comp            | Pres            | Reti            | Comp               | Pres               | Reti               | Comp        | Pres        | Reti        | Pres   | Reti   |        |
| --------------- | ---------------- | --------------- | ---------- | ---------- | --------------- | --------------- | --------------- | ------------------ | ------------------ | ------------------ | ----------- | ----------- | ----------- | ------ | ------ | ------ |
| 2015            | Estudiantes (SL) | PBN             | 11         | 1          | CA              | 0               | 0               |                    | -                  | -                  |             | -           | -           | 11     | 1      |        |
| 2016            | Estudiantes (SL) | PBN             | 10         | 0          | CA              | 1               | 0               |                    | -                  | -                  |             | -           | -           | 11     | 0      |        |
| 2016-2017       | Estudiantes (SL) | PBN             | 32         | 1          | CA              | 0               | 0               |                    | -                  | -                  |             | -           | -           | 32     | 1      |        |
| 2017-2018       | Estudiantes (SL) | PBN             | 11         | 1          | CA              | 0               | 0               |                    | -                  | -                  |             | -           | -           | 11     | 1      |        |
| 2018-2019       | Estudiantes (SL) | TFA             | 26         | 7          | CA              | 7               | 2               |                    | -                  | -                  |             | -           | -           | 33     | 9      |        |
| 2019-2020       | Estudiantes (SL) | TFA             | 18         | 3          | CA              | 1               | 0               |                    | -                  | -                  |             | -           | -           | 19     | 3      |        |
| 2020            | Almagro          | PBN             | 5          | 1          |                 | -               | -               |                    | -                  | -                  |             | -           | -           | 7      | 0      |        |
| 2021            | Almagro          | PBN             | 33         | 5          |                 | -               | -               |                    | -                  | -                  |             | -           | -           | 33     | 5      |        |
| 2022            | Instituto (C)    | PBN             | 39         | 8          | CA              | 0               | 0               |                    | -                  | -                  |             | -           | -           | 39     | 8      |        |
| 2023            | Instituto (C)    | PD              | 27         | 3          | CA+CdL          | 2+5             | 0               |                    | -                  | -                  |             | -           | -           | 34     | 3      |        |
| 2024            | Instituto (C)    | PD              | 5          | 4          | CA+CdL          | 1+11            | 0+2             |                    | -                  | -                  |             | -           | -           | 17     | 6      |        |
| Totale carriera | Totale carriera  | Totale carriera | 217        | 34         |                 | 28              | 4               |                    | -                  | -                  |             | -           | -           | 245    | 38     |        |